# Berchem (Oost-Vlaanderen)
Berchem is een dorp in de Belgische provincie Oost-Vlaanderen en een deelgemeente van Kluisbergen, het was een zelfstandige gemeente tot aan de gemeentelijke herindeling van 1971. Het dorp ligt in het uiterste zuidwesten van de provincie, langs de rivier de Schelde. In de deelgemeente is het administratief centrum van de gemeente Kluisbergen gevestigd.

## Geschiedenis
De heerbaan die van Bavay via Blicquy in de richting van Kerkhove liep, deed ook het grondgebied van Berchem aan.
In 1119 werd Berchem voor het eerst vermeld, als Bernis, waarin het Germaanse woord beer (modder) werd gebruikt. In dit jaar verkreeg de Abdij van Saint-Thierry nabij Reims het patronaatsrecht, later kwam dit aan de Aartsbisschop van Reims.
Naast de kerk bezat Berchem een hospitaal van begin 16e eeuw, dat aanvankelijk bediend werd door franciscanessen. In 1667 werd het een meisjesschool. Vanaf 1702 werd deze beheerd door de zusters apostolinnen. In 1862 werd het gebouw door brand verwoest. In 1881 werd in opdracht van dezelfde congregatie een klooster gebouwd tegenover de oorspronkelijke locatie.
Van 1880-1957 was te Berchem de ijzergieterij Ateliers de Construction et Fonderie Van Coppenholle Frères gevestigd. Van 1912-1980 bevond zich er de textielververij La Moderne.
Omstreeks 1835 kwam er een brug over de Schelde die Berchem met Kerkhove verbond. 

## Demografische ontwikkeling
- Bronnen:NIS, Opm:1831 tot en met 1970=volkstellingen

## Bezienswaardigheden

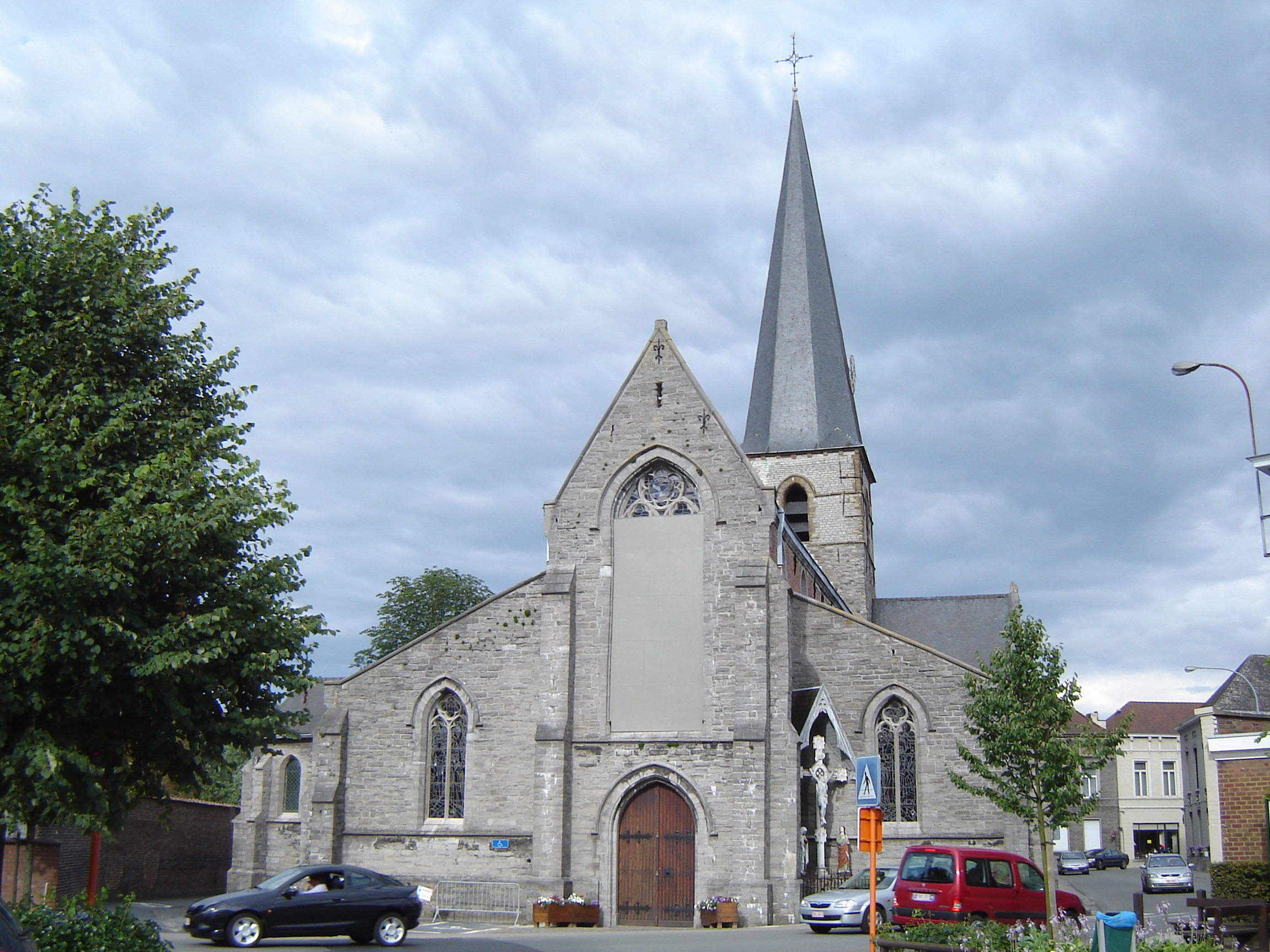
Onze-Lieve-Vrouw-van-de-Karmelkerk

- De dorpskom van Berchem is beschermd als dorpsgezicht; diverse gebouwen zijn als monument beschermd.
- Het oud gemeentehuis is een neoclassicistisch gebouw uit 1847.
- De Onze-Lieve-Vrouw-van-de-berg-Karmelkerk dateert oorspronkelijk uit de 13de eeuw, maar werd doorheen de eeuwen sterk verbouwd. In de 16de eeuw werd de kerk aan de Scheldegotiek aangepast. Een vierkante toren en een driebeukig schip werden gebouwd. De kerk bevat een orgel van Patrick Collon uit 1981.

## Natuur en landschap
Berchem ligt aan de Schelde. De dorpskom ligt op een rug evenwijdig aan de stroom, van 15 tot 18 meter hoogte. Vier -door diverse kanaliseringswerkzaamheden afgesneden- meanders van de Schelde liggen in Berchem. Het natuurdomein Paddenbroek ligt in een moerasgebied dat door een voormalige bedding van de Schelde werd gevormd.

## Verkeer
Tussen 1890 en 1959 was er een station langs spoorlijn 85. De spoorlijn bleef voor het vervoer van steenkool in gebruik tot 2000. In 2006 werden de sporen opgebroken en vanaf februari 2008 zijn de werken aangevat om op de spoorwegbedding tussen Ruien en Leupegem een fietspad aan te leggen.

## Nabijgelegen kernen
Ruien, Kerkhove, Melden, Kwaremont
Deelgemeenten: Berchem · Kwaremont · Ruien · Zulzeke

Belgische gemeenten · Arrondissement Gent · Oost-Vlaanderen · Vlaanderen